# Helicia rengetiensis
Helicia rengetiensis är en tvåhjärtbladig växtart som beskrevs av Masamune. Helicia rengetiensis ingår i släktet Helicia och familjen Proteaceae. Inga underarter finns listade i Catalogue of Life.